# Парк, Мунго
Мунго Парк (Манго Парк; англ. Mungo Park [ˈmʌŋgoʊ ˈpɑːk]; 11 сентября 1771, Фоулшилс, Селкерк, Шотландия — 1806, река Джолиба (река Нигер)) — шотландский исследователь Центральной Африки. По образованию являлся хирургом. Совершил два путешествия в Западную Африку.

## Биография
Мунго Парк — сын фермера, седьмой ребёнок в семье, в которой было тринадцать детей. Получил начальное образование в школе города Селкерк (Шотландия). Религии он предпочёл медицину и в 15 лет стал учеником врача-хирурга Томаса Андерсона. Через 13 лет, в 1799 году, дочь Андерсона Эллисон (Allison) стала женой Мунго Парка.
С 1788 года будущий исследователь Африки изучал медицину и ботанику в Эдинбургском университете. В январе 1792 года Парк сдал экзамены по медицине коллегии хирургов в Лондоне. Его интерес к ботанике, а также хлопоты его родственника Джеймса Диксона, работавшего в Лондоне садовником, способствовали знакомству Мунго Парка с сэром Джозефом Бэнксом (английский натуралист, ботаник, баронет, президент Королевского общества (1778—1820), который помог молодому человеку, оставшемуся без средств, устроиться на парусник «Worcester», следовавший в Ост-Индию (1792).
В качестве ассистента судового врача Парк отправился в Индонезию к острову Суматра. В свободное время он занимался научными изысканиями и, по возвращении на родину, сделал доклад в британском Линнеевском обществе (1794), которое и порекомендовало его «Африканской ассоциации». По её заданию в мае 1795 года Мунго Парк отбыл в Гамбию.

## Первое путешествие Мунго Парка
Главной целью этого путешествия Мунго Парка было исследование внутренних районов Западной Африки, в частности, истоков рек Сенегал и Гамбия, а также установить точное месторасположение не посещаемого до этого европейцами легендарного города Томбукту. Спонсором экспедиции выступал Джозеф Бэнкс, участник первого путешествия Джеймса Кука. Бюджет экспедиции был скромным — всего двести фунтов.
Первое путешествие началось в мае 1795 года в устье реки Гамбия. В этом месте уже некоторое время существовали английские поселения. Из этих поселений Мунго Парк на небольшом судне отправился вверх по реке Гамбия. После шести дней плавания он заболевает лихорадкой. В местечке Пизания путешественник вынужден был задержаться на 2 месяца в хижине одного из местных жителей. Не до конца оправившись от болезни, Мунго Парк отправился далее вглубь континента.
У Мунго Парка было лишь 3 спутника — мальчик-слуга по имени Демба, местный африканец кузнец Юмбо и американский негр по фамилии Джонстон (Джонсон), бывший раб. У участников экспедиции были лишь одна лошадь и два осла. Путь экспедиции проходил сначала вверх по течению Гамбии, затем вдоль её притока Нерико. Далее маршрут проходил вдоль южной границы Сахары в нынешних Восточном Сенегале и Западном Мали. Здесь путешественник был ограблен маврами (арабами Мавритании), а через некоторое время попал в плен.
После нескольких месяцев плена Мунго Парку удаётся бежать, 20 июля 1796 года ему удается достичь реки Нигер. Здесь путешественник установил, что Нигер течёт на восток и не имеет отношения к Сенегалу и Гамбии (раньше европейцы считали, что Нигер разделяется на эти две реки). Парк собирается выяснить, куда же направлено действительное течение Нигера.
Проплыв на лодке некоторое время вниз по течению Нигера, путешественник в третий раз заболевает тропической лихорадкой. 30 июля 1796 года он принимает решение повернуть назад. Оправившись от лихорадки, Парк через несколько месяцев пешком вернулся обратно к устью Гамбии. В июне 1797 года Мунго Парк вернулся в Пизанию. После возвращения на родину Парк написал книгу о своём путешествии, которая сделала его знаменитым.
В августе 1797 года Мунго Парк возвратился в родной Фоулшилс, в 1799 году женился на Эллисон Андерсон, дочери своего первого учителя-хирурга. С октября 1801 года Мунго Парк жил в городе Пиблс (Шотландия), где занимался врачебной практикой.
Осенью 1803 года Мунго Парк получил новое предложение возглавить экспедицию в Африку. Он с радостью его принял. Но экспедиция была отложена. Мунго Парк начал серьёзно изучать арабский язык у учителя-марокканца. В мае 1804 года он снова возвратился в Фоулшилс. Познакомился и подружился с английским писателем Вальтером Скоттом. В 1805 году Парк отправляется в новую экспедицию в Западную Африку.

## Второе путешествие Мунго Парка

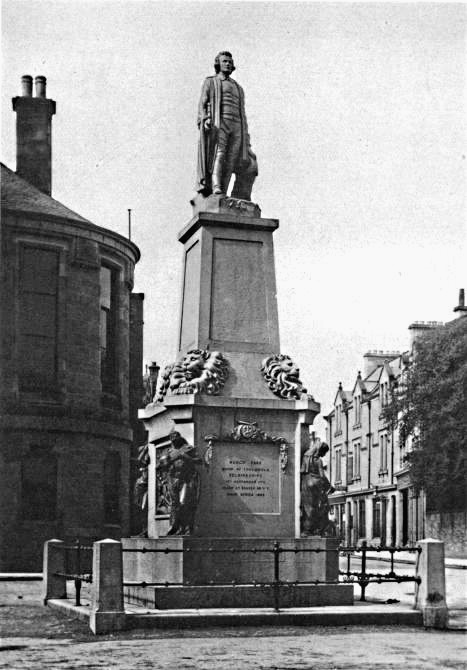
Памятник Мунго Парку (Селкерк, Шотландия)

Целью второй экспедиции Мунго Парка было изучение долины реки Нигер от истока до устья. Эта экспедиция радикально отличалась от первой. В ней принимало участие 40 человек и она была хорошо вооружена. В марте 1805 года отряд выступил с побережья Атлантического океана вглубь континента. Но путешествие с самого начала проходило неблагополучно. Многие спутники Парка заболели или погибли в вооружённых стычках с маврами. До Бамако (столица Мали) добрались лишь 11 человек. В ноябре 1805 года с восемью товарищами Мунго Парк отплыл на лодке вниз по реке для исследования неизученного участка. Перед отплытием Парк отправил вместе с проводником к побережью все письма и дневники, которые вёл во время экспедиции. Экспедиция пропала где-то на Нигере, и лишь через несколько лет (в 1808 году) стало известно, что возле города Бусса (теперь Нигерия) их атаковали местные жители. Спасаясь от стрел, Мунго Парк и его спутник-офицер бросились в воду и утонули в реке Джолибе (река Нигер).
Сын путешественника, гардемарин Том Парк, в 1827 году сошёл с корабля на Западный берег Африки, чтобы в окрестностях Буссы заняться поисками отца. Продвинувшись вглубь страны менее чем на триста километров, он заболел лихорадкой и умер.

## Сочинения
- Park, Mungo — Travels in the Interior Districts of Africa: Performed in the Years 1795, 1796, and 1797. London: John Murray (1816)
- Park, Mungo — The Journal of a Mission to the Interior of Africa, in the Year 1805 (1815)

## Память
- Королевское Шотландское географическое общество учредило медаль Мунго Парка (Mungo Park Medal)
- В городе Селкерк установлен памятник Мунго Парку